# الخارج على القانون (فلم)
الخارج على القانون هو فيلم مصري عرض عام 1951، بطولة شكري سرحان ومونا فؤاد، ومن إخراج محمد عبد الجواد.

## قصة الفيلم
شاب مريض يتوفى والده، يلجأ للسرقة حتى يقبض عليه وبعد خروجه من السجن يتنكر له الجميع ويتزعم عصابة بعد أن سدت أمامه طرق العمل الشريف، ولكن ضميره يستيقظ ويطلب يد ابنة العمدة لكنه يرفض فيخطفها، فتبلغ عشيقته عنه.

## طاقم التمثيل
- شكري سرحان
- مونا فؤاد
- فريد شوقي
- لولا عبده
- حسن البارودي
- زينب صدقي
- شفيق جلال
- نجمة إبراهيم

## فريق العمل
- إخراج: محمد عبد الجواد
- تأليف: محمد عبد الجواد
- مدير التصوير: جوليو دى لوكا
- إنتاج: توفيق بحري
- توزيع: شارل ليفشتز